# ديمبستر جاكسون
ديمبستر جاكسون (بالإنجليزية: Dempster Jackson)‏ هو مجدف أمريكي، ولد في 17 نوفمبر 1930 في سان دييغو في الولايات المتحدة، وتوفي في 3 أبريل 2001.

## وصلات خارجية
- ديمبستر جاكسون على موقع الاتحاد الدولي للتجديف (الإنجليزية)
- ديمبستر جاكسون على موقع أوليمبيديا (الإنجليزية)